# Agrestone
Agrestone is een plaats (frazione) in de Italiaanse gemeente Colle di Val d'Elsa.